# توریست سیاه
توریست سیاه (به انگلیسی: Dark Tourist) فیلمی محصول سال ۲۰۱۲ و به کارگردانی سوری کریشناما است. در این فیلم بازیگرانی همچون مایکل کادلیتز، ملانی گریفیث، پروییت تیلور وینس و برد بوفاندا ایفای نقش کرده‌اند.